# Lee Castle
Lee Castle (* 28. Februar 1915 in New York City als Aniello Castaldo; † 16. November 1990 in Hollywood (Florida)) war ein US-amerikanischer
Jazz-Trompeter und Bandleader des Swing.

## Leben
Lee Castle begann seine Karriere als Musiker 1935 bei Joe Haymes; danach
arbeitete er bei Artie Shaw (1936, 1941), Tommy Dorsey (1937–41), bei dessen Vater er Unterricht hatte. Er war 1939 Gründungsmitglied bei Jack Teagarden and His Orchestra, arbeitete dann bei Glenn Miller (1939), Will Bradley (1941) und Benny Goodman (1943). In demselben Jahr wirkte er bei dem Musikfilm Stage Door Canteen mit.  Bereits 1938 stellte er eine eigene kurzlebige Band zusammen und arbeitete in den 1940er Jahren mehrmals mit eigenen Formationen, mit denen er Aufnahmen für Musicraft und Epic Records einspielte.
1953 kehrte er in das Orchester von Tommy und Jimmy Dorsey zurück; nach Tommy Dorseys Tod 1955 wurde er stellvertretender Leiter, nach Jimmy Dorseys Tod 1956 wurde er Leiter des Ensembles, das nun The Jimmy Dorsey Band Directed by Lee Castle hieß. Er behielt diese Position bis in die 1980er Jahre.